# Ian McLagan

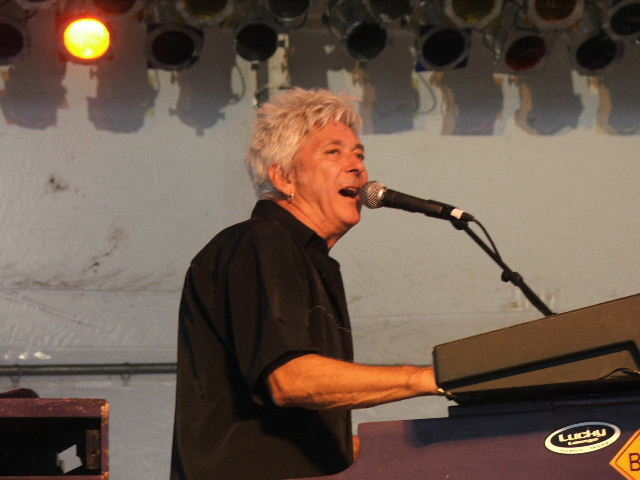
Mclagan tijdens een optreden met de Bump Band

Ian Patrick McLagan, (Hounslow, Middlesex, 12 mei 1945 – Austin, 3 december 2014) was een Britse toetsenist, bekend van zijn werk met de Small Faces en The Faces.
McLagan voegde zich eind 1965 bij de Small Faces, die dat jaar waren gelanceerd als antwoord op die andere Londense modband The Who. De Small Faces hadden zich met het nummer Whatcha Gonna Do About It voor het eerst in de hitlijsten gespeeld. Toetsenman Jimmy Winston paste echter niet in de stijl die het management voor de band had uitgedacht en McLagan werd zijn plaatsvervanger bij de band die verder bestond uit zanger Steve Marriott, bassist Ronnie Lane en drummer Kenney Jones.
In 1969 vertrok Marriott, die Humble Pie formeerde. Ronnie Wood werd als vervanger aangetrokken en Rod Stewart nam de rol van zanger op zich. De groep noemde zich later The Faces.
Na het uiteenvallen van The Faces (1976) vormde McLagan zijn eigen Bump Band (1977) en hij verhuisde naar Austin, Texas.
In 1978 trouwde hij met Kim, de ex-echtgenote van The Who-drummer Keith Moon. Zij kwam in 2006 bij een verkeersongeluk om het leven.
Ian McLagan heeft als sessiemuzikant meegewerkt aan albums en optredens van uiteenlopende artiesten als The Rolling Stones, Jackson Browne, Joe Cocker, Bob Dylan, Melissa Etheridge, Bonnie Raitt en Bruce Springsteen.
Hij maakte ook onder eigen naam platen, onder meer met Keith Richards, gitarist van The Rolling Stones.